# Cibotium chamissoi
Cibotium chamissoi là một loài dương xỉ trong họ Cibotiaceae. Loài này được Kaulf. mô tả khoa học đầu tiên năm 1820.

## Hình ảnh

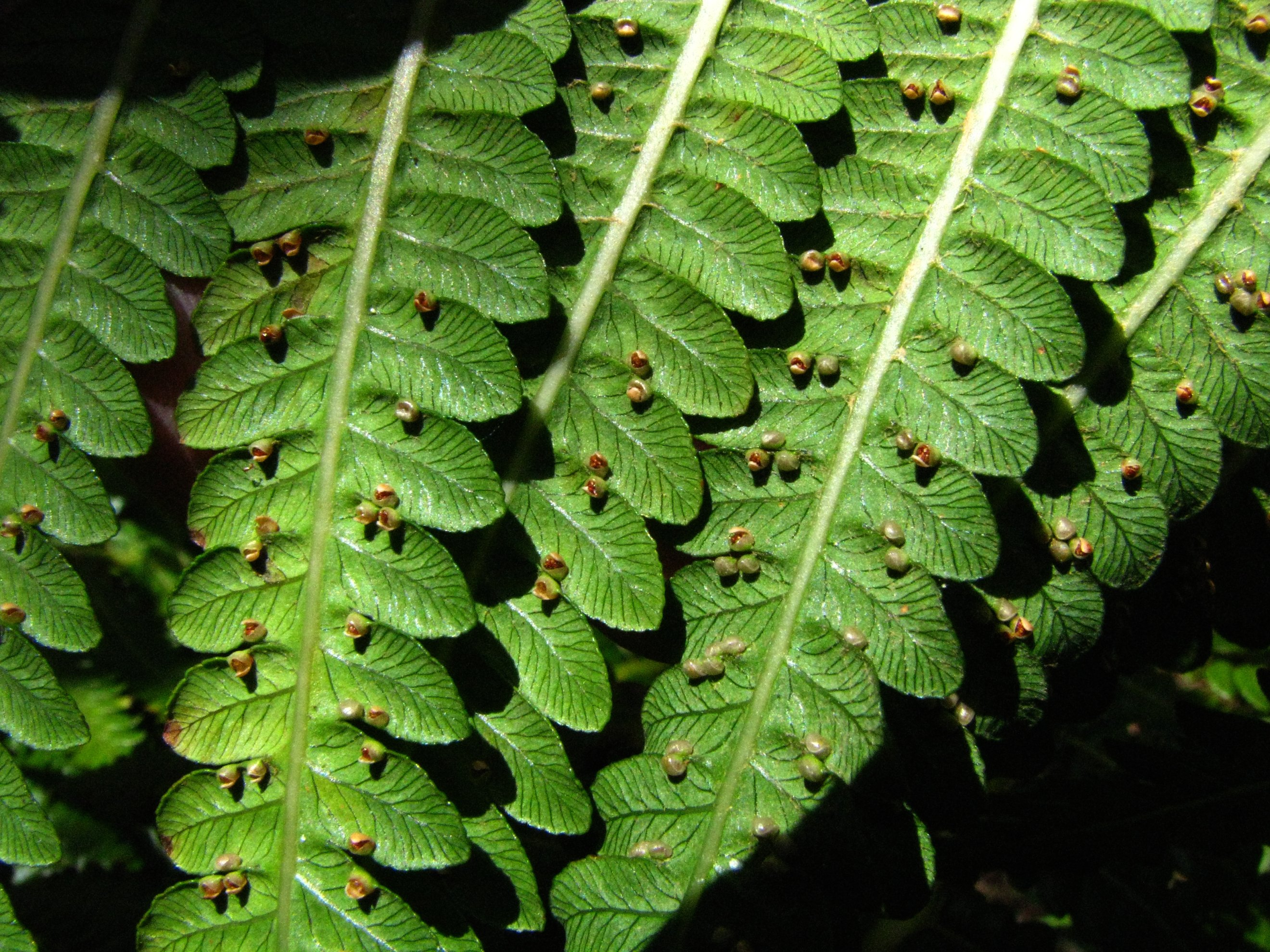
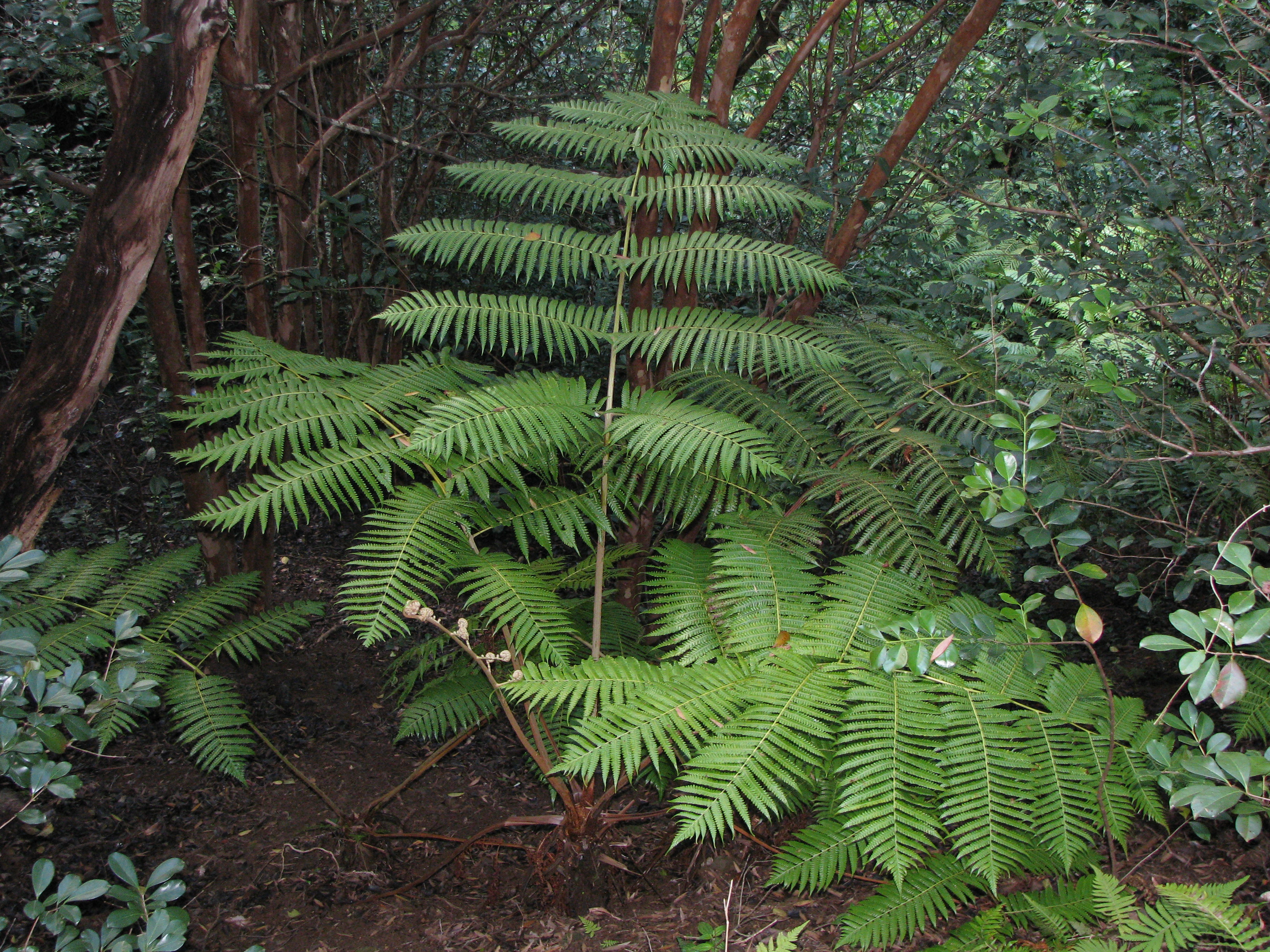
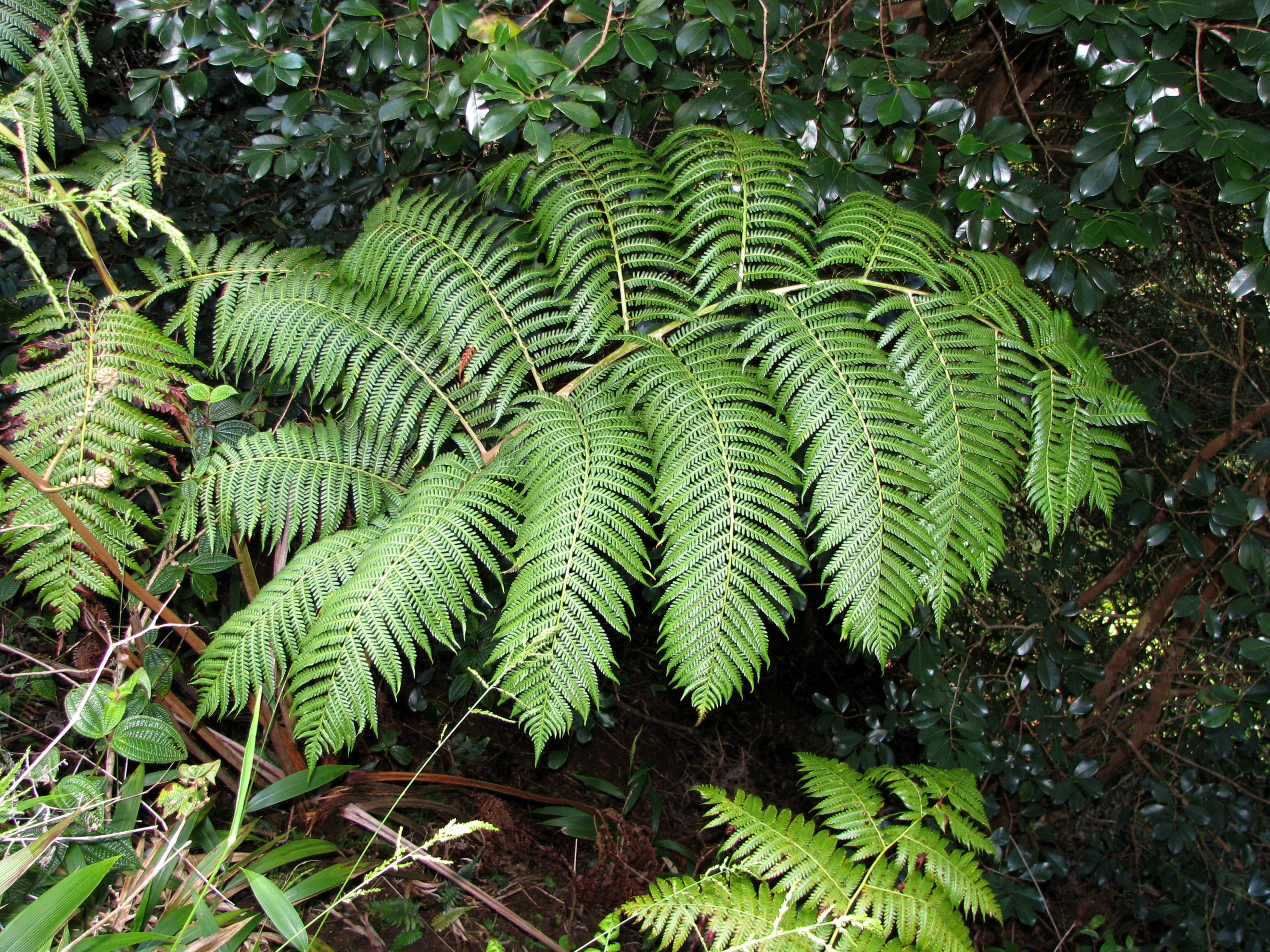
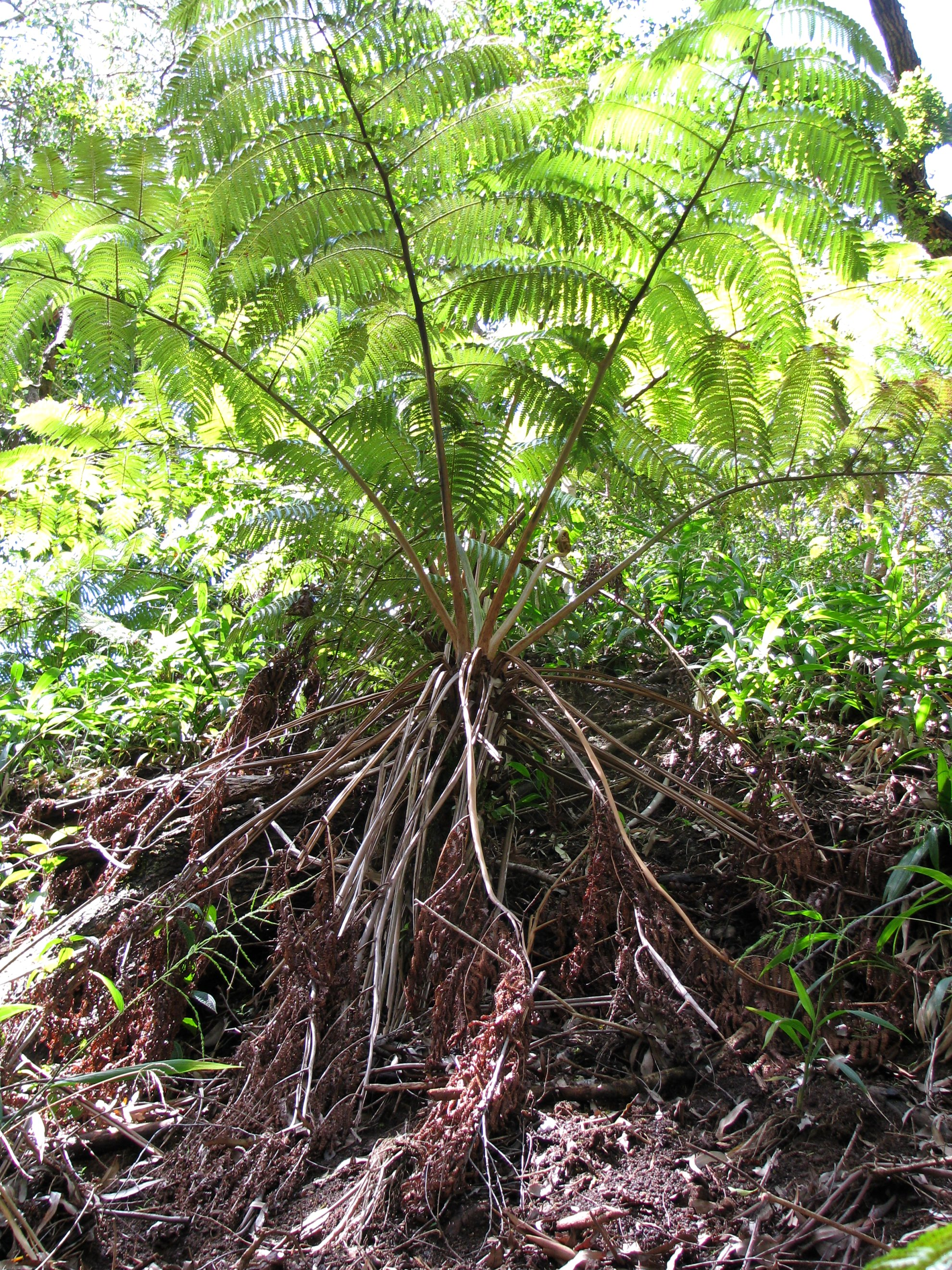